# Johan Gotlib Gan
Johan Gotlib Gan (швед. Johan Gottlieb Gahn; Helsingland, 19. avgust 1745 — Falun, 8. decembar 1818) bio je švedski hemičar i metalurg, poznat po otkriću mangana — godine 1774.
Studirao je u Upsali između 1762. i 1770. i tu se upoznao s hemičarima Torbernom Bergmanom i Karlom Vilhelmom Šeleom. Godine 1770. preselio se u Falun, gde je uveo poboljšanja u proces topljenja bakra te učestvovao u izgradnji nekoliko tvornica — uključujući tvornice za vitriol, sumpor i crvenu boju.
Bio je hemičar u „Bergskolegijumu”, švedskom odboru za rudnike od 1773. do 1817. Međutim, Gan se dosta ustručavao da lično objavi svoja naučna dostignuća, a o istima je slobodnije komunicirao sa Bergmanom i Šeleom. Jedno od Ganovih otkrića bilo je da mangan dioksid može da se redukuje do metalnog mangana koristeći ugljenik, čime je postao prvi naučnik koji je izolovao ovaj element u njegovom metalnom obliku.
Gan je 1784. izabran u članstvo Kraljevske švedske akademije nauka. Takođe, imao je veoma uspešnu menadžersku karijeru u švedskim rudnicima.

## Spoljašnje veze
- Članak u Svenskt biografiskt handlexikon-u (jezik: švedski)